# سوپرجام فوتبال ایتالیا ۲۰۱۵

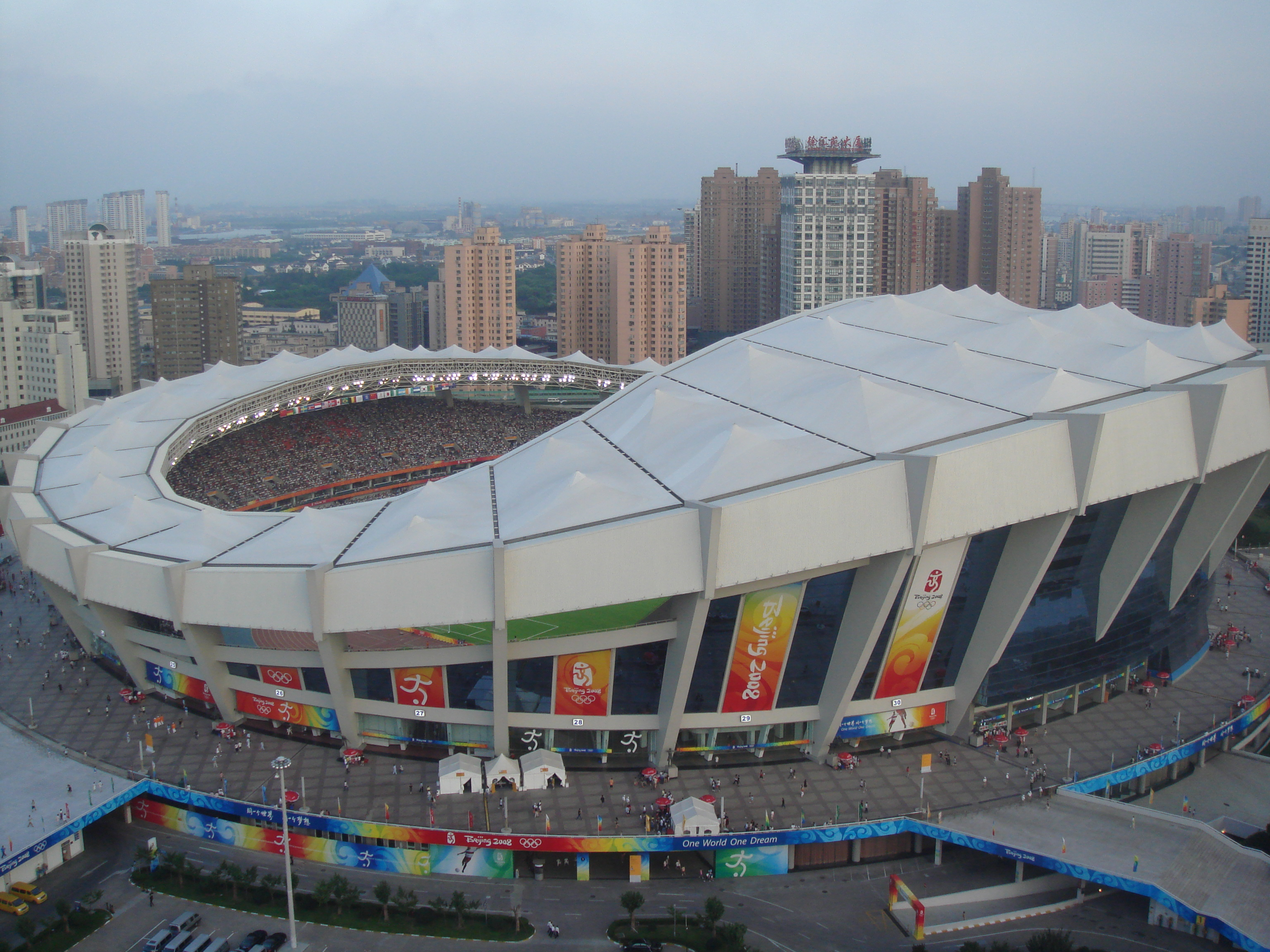
استادیوم شانگهای، محل برگزاری بازی فینال

سوپر جام فوتبال ایتالیا ۲۰۱۵ بیست و هشتمین دورهٔ مسابقهٔ سوپر جام فوتبال ایتالیا بود که بین قهرمان سری آ و قهرمان کوپا ایتالیا برگزار شد. با توجه به قهرمانی یوونتوس در هر دو مسابقات سری آ و جام حذفی، لاتزیو به عنوان نایب قهرمان جام حذفی، در سوپر جام ایتالیا حضور داشت.
این دیدار در تاریخ ۸ آگوست ۲۰۱۵ برگزار شد و یوونتوس به مقام قهرمانی دست یافت.

## تیم‌ها
- یوونتوس: قهرمان سری آ فصل ۱۵-۲۰۱۴
- لاتزیو: نایب قهرمان جام حذفی ایتالیا فصل ۱۵-۲۰۱۴